# Kibarlar, Tekkeköy
Kibarlar là một xã thuộc quận Tekkeköy, tỉnh Samsun, Thổ Nhĩ Kỳ. Dân số thời điểm năm 2010 là 734 người.